# 鲁坎迪奥
鲁坎迪奥，是西班牙卡斯蒂利亚-莱昂布尔戈斯省的一个市镇。总面积33平方公里，总人口104人（2001年），人口密度3人/平方公里。